# Hassan El Belghiti
Hassan El Belghiti, né le 30 janvier 1975 au Puy-en-Velay, est un pratiquant français de force athlétique.

## Sa carrière
Hassan El Belghiti est l’athlète le plus titré de l’histoire de la force athlétique en 2017 avec 13 médailles européennes, 10 médailles mondiales et 3 médailles aux Jeux mondiaux. 

## Palmarès
- Jeux mondiaux
  - Chengdu 2025 : médaille de bronze en poids légers
  - Birmingham 2022 : médaille d'argent en poids légers
  - Wrocław 2017 : médaille d'argent en poids légers
  - Kaohsiung 2009 : médaille de bronze en poids légers